# ドゥルギ
ドゥルギ (またはドゥルヒ) はナラ氏女真族。第四代フルン国主。
曽祖父にあたるとされるナチブルはフルン･グルン (扈倫国) の樹立者で、女真の名門一族・ナラ氏の始祖とされる。

## 年表
天順2 (1458) 年1月28日、父・ギヤマカ (加木哈) 死去にあたり、兀者前衛都指揮同知を承襲。恐らくこの頃に四代目フルン国主に即位。
成化8 (1472) 年9月25日、入貢。
成化16 (1480) 年2月24日、入貢。
成化20 (1484) 年12月27日、兀者前衛都督に昇格。
-----
通常、異民族の職階を昇格するには職位を授与されてから25年待たねばならないが、ドゥルギは当初、都指揮僉事 (正三品) から都督 (正一品) への「飛び級」を要望した。それに対して兵部は、常例に遵って都指揮同知 (従二品) を承襲させ (1458年)、そこから都督僉事 (正二品) に昇格させた。(そして本来ならこの次に従一品の「都督同知」に進む。) しかしドゥルギから都督昇格の再度の要望があり、一方で明朝としても女真地域の混乱はさけたく、ドゥルギに諸部を服従させておく狙いから、都督昇格を決定したという経緯があった。
-----
弘治2 (1489) 年1月17日、入貢。
弘治6 (1493) 年閏5月19日、ドゥルギの死去を承けて兀者衛都督僉事・察安察らは、都指揮・宋哈答らを派遣して明朝使者の祭祀参列を要望した為、明朝は承諾した。

## 一族

### 族譜
ナチブル：ナラ氏始祖。初代フルン国主。
- 子・シャンギヤン･ドルホチ[10]：ナチブルの子。二代フルン国主。
  - 孫・ギヤマカ･ショジュグ[11]：ドルホチの子。三代フルン国主。
    - 曾孫?・ドゥルギ：ギヤマカの子?。四代フルン国主。
      - 玄孫?・グデイ･ジュヤン：ドゥルギの三子。五代フルン国主。
        - 来孫?・タイラン[12]：グデイ･ジュヤンの子。六代 (末代) フルン国主。
          - 昆孫?・ブヤン：タイランの子。初代ウラ国主。ウラナラ氏始祖。

    - 曾孫・スヘデ[13]：ギヤマカの三子。[14]
    - 曾孫・スイトゥン[15]：ギヤマカの四子。[16]
      - 玄孫・ケシネ：スイトゥンの子?。
        - 来孫・チェチェム[17]：ケシネの子。
          - 昆孫・ワン：初代ハダ国主。

        - 来孫・ワンジュ：初代ハダ部主。ハダナラ氏始祖。

#### ドゥルギの父
スイトゥンとドゥルギに就いては文献に因ってその関係の記述が異なる。以下にいくつか代表的な文献、史料を年代順に挙げて紹介する。
- - - - -
- 1707『柳邊紀略』

　納齊布祿→商堅･朵爾和齊→加麻喀･碩朱古→綏屯→都爾機→古對･朱顏→太蘭→布顏
- 1744『八旗滿洲氏族通譜』巻23：

　納齊布祿→商堅･多爾和齊→嘉穆喀･碩朱古→（　）都爾希→古對･珠顏→太蘭→布顏
- 1778『欽定盛京通志』巻31：

　納齊布祿→尚延･多爾和齊→嘉瑪喀･碩珠古→綏屯→都勒喜→古對･珠顔→泰蘭→布延
- 1781『滿洲實錄』巻1：

　納齊卜祿→商堅･多爾和齊→嘉瑪喀･碩珠古→綏屯→都爾機→古對･珠延→太蘭→布顏
- 1784『大清一統志（乾隆二十九年勅撰本）』巻46：

　納齊布祿→尚延･多爾和齊→嘉瑪喀･碩珠古→綏屯→都勒喜→古對･珠顔→泰蘭→布延
- 1928『清史稿』巻223

　納齊卜祿→尚延･多爾和齊→嘉瑪喀･碩珠古→綏屯→都勒喜→古對･硃顏→太蘭→布顏
- - - - -
上に挙げた文献のうち『八旗滿洲氏族通譜』を除く全てがスイトゥンとドゥルギを親子としているのに対し、『八旗滿洲氏族通譜』だけは二人を兄弟としている。『八旗滿洲氏族通譜』の人物の分類はほかの史料よりもやや細かいため、本記事では『八旗滿洲氏族通譜』にしたがった。尚、ブジャンタイの後裔とされる吉林師範大学客員教授の趙東昇氏の一族に伝わる族譜でも、ドゥルギはギヤマカの子、スイトゥンの兄として記載されているという。

### 子孫
閲覧にあたっては以下の点について注意されたい。
＊ 本項目は基本的に『八旗滿洲氏族通譜』巻23に拠って作成した。
＊「父不詳」の人物全てに別々の人物を父あるいは父祖として充てていては際限がない為、便宜上、「父不詳」の人物同士でまとめた。譬えば、来孫が複数人でてくる場合、続柄は兄弟なのか、従兄弟 (いとこ) なのか、再従兄弟 (はとこ) なのか不明でも、原典で紹介されている纏まりごとに同じ一人の人物の下にまとめた。反対に、父祖をあえて分けていても実際は同じ父祖の一族である可能性も考えられる。
＊ 原典中では明らかに兄弟とわかる書き方がされていても、その順番の不詳な人物がしばしばみられる。譬えば、ある人物の第三子、その実兄、その実弟の順で爵位や世職を承襲する場合、「実兄」＝長子、「実弟」＝次子とも考えられる一方、「実弟」は四子以下かもしれない。これについても正確に順序を再現することは不可能の為、その時の判断で配列した。
＊『八旗滿洲氏族通譜』中に事績の記述がある人物については「★」を附し、「事績・栄典」の項目にも別途記載した。
- - - - -
- 長子・エヘ･シャング (ehe šanggū, 額赫商古)[19]
  - 孫：不詳。
    - 曾孫：トウネ･バトゥル (teone baturu,透訥巴図魯)：雍正帝孝敬憲皇后の曽祖父。[20]★
      - 玄孫・ボフチャ (bohūca, 博瑚察)：エヘ･シャングの曾孫。[20]★
        - 来孫・ノムチ (nomci, 諾穆斉)：ボフチャの長子。佐領を務めた。[20]
        - 来孫・フィヤング (fiyanggū, 費揚古)：ボフチャの次子。内務府総管、内大臣などを務めた。[20]★
          - 昆孫・シンチャン (singcan, 星禅)：フィヤングの長子。副都統を務めた。[20]
          - 昆孫・フチャン (fucang, 富昌)：フィヤングの次子。二等侍衛を務めた。[20]
          - 昆孫・フヅン (fudzun, 富存)：フィヤングの三子。二等侍衛を務めた。[20]★
          - 昆孫・ウゲ (uge, 五格)：フィヤングの四子。散秩大臣を務め、佐領を兼任した。[20]★
          - 昆孫 (名不詳)：雍正帝孝敬憲皇后。雍正9 (1731) 年崩御。[21][20]★
            - 仍孫・フライ (fulai, 富賚)：フィヤングの孫。父不詳。ビトヘシを務めた。[22]
            - 仍孫・ヤチン (yacin, 雅親)：フィヤングの孫。父不詳。都統を務めた。[22]
            - 仍孫・ボージュ (booju, 保住)：フィヤングの孫。父不詳。参議を務めた。[22]
            - 仍孫・バウ (baeo, 巴武)：フィヤングの孫。父不詳。護軍校を務めた。[22]
            - 仍孫・デボー (deboo,徳保)：フィヤングの孫。父不詳。三等侍衛を務めた。[22]
            - 仍孫・デル (delu, 徳禄)：フィヤングの孫。父不詳。通判を務めた。[22]
            - 仍孫・デフ (defu, 徳福)：フィヤングの孫。父不詳。員外郎を務めた。[22]
              - 雲孫・ダヒンガ (dahingga, 達興阿)：フィヤングの曾孫。父不詳。三等侍衛を務めた。[22]
              - 雲孫・ハイフ (haifu, 海福)：フィヤングの曾孫。父不詳。三等侍衛を務めた。[22]

      - 玄孫・ナチン (nacin, 那秦)：エヘ･シャングの曾孫。父不詳。[23]★
        - 来孫：不詳。
          - 昆孫・アスハ (asha, 阿思哈)：ナチンの孫。父不詳。防禦を務めた。[23]
          - 昆孫：不詳。
            - 仍孫・マチャ (maca, 瑪察)：バイクダの実兄の子。父不詳。[23]★
              - 雲孫・マルタイ (martai, 瑪爾泰)：マチャの子。[23]★
                - 八世孫・サンヘ (sanhe, 三赫)：戸部侍郎を務め、内務府総管を兼務した。[23]★

          - 昆孫・バイクダ (baikūda, 拝庫達)：ナチンの孫。父不詳。驍騎校を務めた。[23]★
            - 仍孫・アイスンガ (aisungga, 愛松阿)：ナチンの曾孫。父不詳。郎中を務めた。[24]
              - 雲孫・シサン (sisan, 錫山)：ナチンの玄孫。父不詳。主事を務めた。[24]
              - 雲孫・スンジュ (sunju, 蓀柱)：ナチンの玄孫。父不詳。主事を務めた。[24]
              - 雲孫・アルファ (arfa, 阿爾法)：ナチンの玄孫。父不詳。護軍校を務めた。[24]
              - 雲孫・クワセ (kūwase, 夸色)：ナチンの玄孫。父不詳。防禦を務めた。[24]
                - 八世孫・チャンボー (cangboo, 常保)：ナチンの来孫。父不詳。頭等侍衛を務めた。[24]
                - 八世孫・ヘダセ (hedase, 赫達色)：ナチンの来孫。父不詳。ビトヘシを務めた。[24]
- 次子・グセン･サングル (gusen sangguru, 固森桑古魯)[25]：呕罕河衛都督。[26][27]
  - 孫：不詳。
    - 曾孫：不詳。
      - 玄孫：不詳。
        - 来孫・イルデン (ilden, 伊爾登)：アバイの兄。[28][29]★
          - 昆孫：不詳。
            - 仍孫・トゥクシャン (tukšan, 図克善)：イルデンの孫。父不詳。御史を務めた。[28]
              - 雲孫・グワンデ (guwande, 関徳)：イルデンの曾孫。父不詳。驍騎校を務めた。[28]

        - 来孫・アバイ (abai, 阿拝)：グセン･サングルの玄孫。[26]★
          - 昆孫・モロホン (morohon, 謨羅渾)：アバイの長子。[26]★
            - 仍孫・サングリ (sanggūri, 桑古立)：アバイの孫 (モロホンの子?)。冠軍使を務めた。[26]
              - 雲孫・マイトゥ (maitu, 邁図)：アバイの曾孫 (モロホンの孫?)。父不詳。光禄寺少卿を務めた。[26]
              - 雲孫・ソロ (solo, 索羅)：アバイの曾孫 (モロホンの孫?)。父不詳。護軍校を務めた。[26]
                - 八世孫・フシ (fusi, 傅璽)：アバイの曾孫 (モロホンの曾孫?)。父不詳。郎中を務めた。[26]
                - 八世孫・フチャン (fucang, 福昌)：アバイの玄孫 (モロホンの曾孫?)。父不詳。郎中を務めた。[26]
                - 八世孫・デトゥン (detung, 徳通)：アバイの玄孫 (モロホンの曾孫?)。父不詳。詹事府詹事を務め、佐領を兼任した。[26]
                - 八世孫・レクデ (lekde, 勒可徳)：アバイの玄孫 (モロホンの曾孫?)。父不詳。員外郎を務めた。[26]
                - 八世孫・ナチン (nacin, 那親)：アバイの玄孫 (モロホンの曾孫?)。父不詳。ビトヘシを務めた。[26]
                  - 九世孫・スバンタイ (subantai, 蘇班泰)：アバイの来孫 (モロホンの玄孫?)。父不詳。藍翎侍衛を務めた。[26]
                  - 九世孫・デヘン (deheng, 徳恒)：アバイの来孫 (モロホンの玄孫?)。父不詳。十五善射。中書を務めた。[26]

          - 昆孫・ウェヘ (wehe, 倭赫)：アバイの次子。委署護軍参領を務めた。[30]
            - 仍孫・チシ (ciši, 斉什)：アバイの孫 (ウェヘの子?)。御史を務めた。[30]
            - 仍孫・ギルタフン (giltahūn, 吉爾他渾)：アバイの孫 (ウェヘの子?)。防禦を務めた。[30]
            - 仍孫・マフ (fahū, 瑪瑚)：アバイの孫 (ウェヘの子?)。員外郎を務めた。[30]
            - 仍孫・ヘデ (hede, 赫徳)：アバイの孫 (ウェヘの子?)。ビトヘシを務めた。[30]
            - 仍孫・フイセ (hūise, 回色)：アバイの孫 (ウェヘの子?)。ビトヘシを務めた。[30]
              - 雲孫・マルサイ (marsai, 馬爾賽)：アバイの曾孫 (ウェヘの孫?)。父不詳。助教を務めた。[30]
              - 雲孫・マンダイ (mandai, 満岱)：アバイの曾孫 (ウェヘの孫?)。父不詳。防禦を務めた。[30]
              - 雲孫・ヤレ (yale, 雅勒)：アバイの曾孫 (ウェヘの孫?)。父不詳。郎中を務めた。[30]
              - 雲孫・マトゥ (matu, 馬図)：アバイの曾孫 (ウェヘの孫?)。父不詳。護軍校を務めた。[30]
                - 八世孫・ナジンタイ (najintai, 那進泰)：アバイの玄孫 (ウェヘの曾孫?)。父不詳。ビトヘシを務めた。[30]
                - 八世孫・ヤンフ (yanfu, 延福)：アバイの玄孫 (ウェヘの曾孫?)。父不詳。ビトヘシを務めた。[30]
                - 八世孫・トクトホ (toktoho, 托克托和)：アバイの玄孫 (ウェヘの曾孫?)。父不詳。ビトヘシを務めた。[30]
                - 八世孫・マムボー (mamboo, 満保)：アバイの玄孫 (ウェヘの曾孫?)。父不詳。ビトヘシを務めた。[30]

        - 来孫：不詳。
          - 昆孫・ミンガイ(minggai, 明愛)：グセン･サングルの来孫。父不詳。司胙官を務めた。[27]
            - 仍孫・エテブ(etebu, 額特布)：グセン･サングルの昆孫。父不詳。備箭首領を務め、藍翎侍衛を兼任した。[27]
              - 雲孫・サンゲ (sangge, 三格)：グセン･サングルの仍孫。父不詳。驍騎校を務めた。[27]
              - 雲孫・ナヤムボー(nayamboo, 納延保)：グセン･サングルの仍孫。父不詳。驍騎校を務めた。[27]
                - 八世孫・ウェンミン(wenming, 文明)：グセン･サングルの雲孫。父不詳。ビトヘシを務めた。[27]
                - 八世孫・キンデ(kingde, 慶徳)：グセン･サングルの雲孫。父不詳。ビトヘシを務めた。[27]
- 子・グデイ･ジュヤン：五代フルン国主。[16]

- - - - -
アバイ (阿拝) の記事 (「事績・栄典」参照) で紹介されている「族弟」三人のうち、カルカマ (喀爾喀瑪) と同じ名前は『八旗滿洲氏族通譜』巻23に二人確認できる。一人は先祖不詳のウラナラ氏・ヤンギヌ (揚吉努) の孫、もう一人は初代ウラ国主・ブヤンの四子・ブジュン (布準) の長子。
ブヤンはドゥルギからみれば曾孫の世代で、その更に孫であれば、ドゥルギの来孫 (六世) に相当する。そうなると、アバイはエヘ･シャングの来孫、つまりドゥルギの昆孫 (七世) なので、一つ世代が合わない。
ヤンギヌについてはアイシン (後金) 建国初期に帰順したとある為、その孫であれば1650年前後の人ということになる。ブヤンの孫といえばマンタイやブジャンタイの世代にあたるが、ブジャンタイがヌルハチに敗れてイェヘに逃亡し、ウラが消滅したのは万暦48 (1620) 年なので、こちらも世代が合わない。
ウナブ (烏納布)、ヌクタカ (弩克他喀) については同じ名前の人物みあたらず。したがってひとまづは本記事で紹介する。
- - -
カルカマ (karkama, 喀爾喀瑪)：アバイの族弟。
- 子：不詳。
  - 孫：不詳。
    - 曾孫・フワシャン (hūwašan, 花善)：カルカマの曾孫。父不詳。甘粛巡撫を務めた。
      - 玄孫・ナル (nalu, 那禄)：カルカマの玄孫。父不詳。主事を務めた。
        - 来孫・ジョキトゥ (jokitu, 卓奇図)：カルカマの来孫。父不詳。天文生を務めた。

ウナブ (unabu, 烏納布)：アバイの族弟。
- 子：不詳。
  - 孫：不詳。
    - 曾孫・ウユンタイ (uyuntai, 五雲泰)：ウナブの曾孫。父不詳。司庫を務めた。
      - 玄孫・チボー (ciboo, 七保)：ウナブの玄孫。父不詳。三等侍衛を務めた。
      - 玄孫・ライゲ (laige, 来格)：ウナブの来孫。父不詳。護軍校を務めた。

ヌクタカ (nuktaka, 弩克他喀)：アバイの族弟。
- 子：不詳。
  - 孫・トゥヘテイ (tuhetei, 図赫特)：ヌクタカの孫。父不詳。防禦を務めた。

- - - - -

#### 事績・栄典

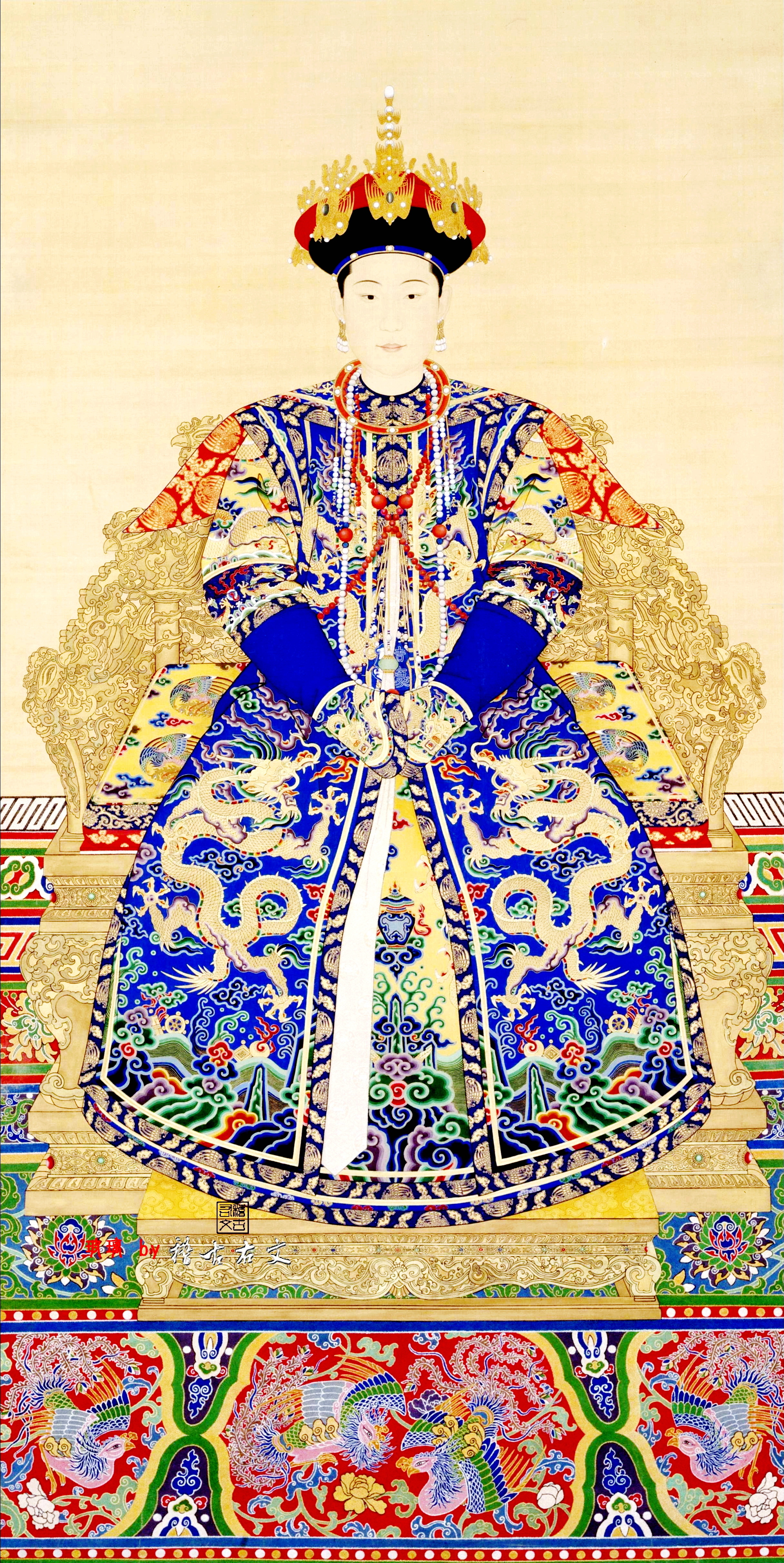
世宗孝敬憲皇后

##### ボフチャ (博瑚察)
エヘ･シャング (額赫商古) の曾孫・ボフチャは、アイシン (後金) 初期にウラ地方から帰属して正黄旗に編入され、佐領を務めた。
ボフチャの次子・フィヤング (費揚古) は、ホンタイジの勅旨によりボーイ･ニル (包衣佐領) に帰属し、禁中で養育された。後、三等侍衛に任命されて朝鮮、大凌河、錦州などに出征すると、軍功をあげて二等侍衛に昇任した。尋いで委署前鋒侍衛としてテンギス (滕吉思) を追撃し、トゥシェート･ハンおよびショロイ･ハン (šoloi han, 碩羅汗) らの兵を破って騎都尉 (世職) を授与された。その後、委署護軍統領としてオルドス部およびチャハル部、大同 (現山西省大同市) などに出征し、内務府総管に任命された。このころ奏請により正黄旗に帰属した。尋いで歩軍統領に任命され、康熙帝からその働きが評価されては更に正一品歩軍統領、騎都尉兼一雲騎尉 (世職) に昇格した。尋いで内大臣に任命された。フィヤング死後は三子のフヅン (富存) が襲職した。
雍正13 (1735) 年旧暦10月には、孝敬憲皇后の曽祖・トウネ･バトゥル、祖父のボフチャ、父のフィヤングが揃って一等公爵に追叙された。その後、一等公爵はフィヤング四子のウゲ (五格) が承襲した。

##### ナチン (那秦)
エヘ･シャングの曾孫・ナチンは、アイシン (後金) 初期にウラ地方から帰順し、鑲白旗に編入された。
ナチンの孫・バイクダ (拝庫達) は、驍騎校として第二次北京出征に参加し、容城県（現河北省保定市容城県) 包囲戦では雲梯で城壁を乗り踰え攻略に貢献した。雲騎尉を授与された後、三度の優詔で三等軽車都尉に昇格した。浙江出征では舟山 (現浙江省舟山市) で英毅伯爵・阮思らの兵を海上で破り、二等軽車都尉に昇格した。バイクダに継嗣なく、実兄の子・マチャ (瑪察)、マチャの子・マルタイ (瑪爾泰) が相継いで襲職したが、マルタイは病気を理由に退官した。マルタイの子・サンヘ (三赫) は、優詔による加増分を削られ、騎都尉を承襲した。

##### アバイ(阿拝)
グセン･サングル (固森桑古魯) の玄孫・アバイは、マンジュ･グルン (満洲国＝建州部) によるウラ平定以前に兄のイルデン (伊爾登)、族弟のカルカマ (karkama, 喀爾喀瑪)、ウナブ (unabu, 烏納布)、ヌクタカ (nuktaka, 弩克他喀) らとホルチン地方へ移徙した。ヌルハチがウラ平定後にアイシン (後金) を樹立すると、召還されてアイシンに帰順し、正白旗に編入された。族甥のアブタイ (abtai, 阿布泰) のニルに帰属し、遊撃に昇任後、参将に昇任し、長子のモロホン (謨羅渾) とともに遼河の巡視を命じられた。

## 参照先・脚註
1. 1 2 3   滿洲實錄. 不詳
2. 1 2 3   ᠵᠠᡴᡡᠨ ᡤᡡᠰᠠᡳ ᠮᠠᠨᠵᡠᠰᠠᡳ ᠮᡠᡴᡡᠨ ᡥᠠᠯᠠ ᠪᡝ ᡠᡥᡝᡵᡳ ᡝᠵᡝᡥᡝ ᠪᡳᡨᡥ (八旗滿洲氏族通譜). 四庫全書
3. ↑  “疆域六”. 滿洲源流考. 13. 四庫全書. "窩集前衛舊亦訛兀者今改正永樂四年置"
4. ↑  “天順二年正月28日”. 明英宗實錄. 286. 不詳
5. ↑  “成化八年九月25日”. 明憲宗實錄. 108. 不詳
6. ↑  “成化十六年二月24日”. 明憲宗實錄. 200. 不詳
7. 1 2  “成化二十年十二月27日”. 明憲宗實錄. 259. 不詳
8. ↑  “弘治二年正月17日”. 明孝宗實錄. 22. 不詳
9. ↑  “弘治六年閏五月19日”. 明孝宗實錄. 76. 不詳
10. ↑  仮名：シャンギャン･ドルホチ, 満文：ᡧᠠᠩᡤᡳᠶᠠᠨ ᡩᠣᡵᡥᠣᠴᡳ, 転写：šanggiyan dorhoci, 漢文：商堅多爾和齊 (滿洲實錄-1、八旗滿洲氏族通譜-23)、商堅朵爾和齊 (柳邊紀略-3)、尚延多爾和齊 (清史稿-223)。＊シャンギャンは満洲語で「白」の意。あるいは何かの敬称、称号の類か。
11. ↑  仮名：ギヤマカ･ショジュグ, 満文：ᡤᡳᠶᠠᠮᠠᡴᠠ ᡧᠣᠵᡠᡤᡡ, 転写：giyamaka šojugū, 漢文：嘉瑪喀碩珠古 (滿洲實錄-1)、加麻喀碩朱古 (柳邊紀略-3)、嘉穆喀碩朱古 (八旗滿洲氏族通譜-23)、嘉瑪喀碩珠古 (清史稿-223)、加木哈?(明英宗實錄)。＊一説にはギヤマカとショジュグとで別人物。
12. ↑  仮名：タイラン, 満文：ᡨᠠᡳᡵᠠᠨ, 転写：tairan, 漢文：太蘭、太蘭など。
13. ↑  仮名：スヘデ, 満文：ᠰᡠᡥᡝᡩᡝ, 転写：suhede, 漢語：速黒忒 sùhēitè (名山藏-21, 明世宗肅皇帝實錄-4,12, 東夷考略)、蘇赫徳 sūhèdé (八旗滿洲氏族通譜-23)。
14. ↑  “哈達地方納喇氏：約蘭”. 八旗滿洲氏族通譜. 223. 四庫全書
15. ↑  仮名：スイトゥン, 満文：ᠰᡠᡳᡨᡠᠨ, 転写：suitun, 漢文：綏屯。
16. 1 2  “烏喇地方納喇氏”. 八旗滿洲氏族通譜. 223. 四庫全書
17. ↑  仮名：チェチェム, 満文：ᠴᡝᠴᡝᠮᡠ, 転写：cecemu, 漢文：徹徹木 (滿洲實錄-1)、轍轍木 (八旗滿洲氏族通譜-23)、徹徹穆 (清史稿-223)。
18. ↑  一、祖系渊源. “我的家族与“满族说部””. 社会科学战线 (2). (2008).
19. ↑  “我的家族与“满族说部””. 2023年5月5日閲覧。 “我们是都勒希后裔。都勒希生三子：长额赫商古，次库桑桑古，三古对珠延继承王位，我们为古对珠延之后。古对珠延生二子：长太安（辽宁发现其后裔家谱记为泰洼堪，《八旗通谱》记为台费喀），次太兰继承时扈伦国沦亡。”
20. 1 2 3 4 5 6 7 8 9 10 11 12  “烏喇地方納喇氏：博瑚察”. 八旗滿洲氏族通譜. 23. 四庫全書. "正黄旗人……"
21. ↑  “孝敬憲皇后”. 清史稿. 214. 清史館
22. 1 2 3 4 5 6 7 8 9  “烏喇地方納喇氏：博瑚察”. 八旗滿洲氏族通譜. 23. 四庫全書. "……孫……"
23. 1 2 3 4 5 6 7  “烏喇地方納喇氏：那秦”. 八旗滿洲氏族通譜. 23. 四庫全書
24. 1 2 3 4 5 6 7  “烏喇地方納喇氏：那秦”. 八旗滿洲氏族通譜. 23. 四庫全書. "……又那秦之……"
25. ↑  古山尚古/尚古 (明武宗實錄)、固森桑古魯 (八旗滿洲氏族通譜)、庫桑桑古 (?)
26. 1 2 3 4 5 6 7 8 9 10 11 12 13 14  “烏喇地方納喇氏：阿拜”. 八旗滿洲氏族通譜. 23. 四庫全書. "正白旗人……"
27. 1 2 3 4 5 6 7  “其餘無事蹟可立傳者附載於後”. 八旗滿洲氏族通譜. 23. 四庫全書. "○正黃旗包衣喀爾喀瑪……"
28. 1 2 3  “烏喇地方納喇氏：阿拜”. 八旗滿洲氏族通譜. 23. 四庫全書. "……伊爾登之……"
29. ↑  『八旗滿洲氏族通譜』巻23「阿拜」の原文は「……同兄伊爾登及族弟喀爾喀瑪……」。通常、実兄の場合は「親兄」、イトコの場合は「従兄」、直系でないが世代 (輩分) が同じの兄は「族兄」などと書かれることが多いが、ここでは単に「兄」としか書かれていない為、正確な続柄は不明。また、他文献には「東虜以兒鄧 yeldeng」という人物がみえる。「yeldeng」は蒙古系の人名あるいは称号のようで、蒙古史にも屡々現れる為、ここでは恐らく別人物。
30. 1 2 3 4 5 6 7 8 9 10 11 12 13 14  “烏喇地方納喇氏：阿拜”. 八旗滿洲氏族通譜. 23. 四庫全書. "……又阿拜之次子……"
31. ↑  中国の風習では、基本的に世代 (輩分) が同じであれば兄・弟と呼べるが、世代がずれると兄・弟とは呼ばない。『八旗滿洲氏族通譜』でもそこは厳密に守られているようで、族姪や族叔、族祖、族曽祖などの表記がみられる。
32. ↑  満文版『八旗滿洲氏族通譜』では「fiyanggū be taidzung šu hūwangdi i hsei booi nirude dosimbufi, dolo bibufi hūwašabume ujiha (逐訳：フィヤング、を、太宗、文、皇帝の、hseの、家の、ニルに、招いて, 内、留めて、養育した)」、漢文版では「入包衣佐領在内庭養育」。「包衣佐領」は満文版で「ボーイ･ニルイ･ジャンギン」(ニルの長官の意) と書かれていることもあり、文脈判断を要する。
33. ↑  原文「二次往北京」。「第」を附けず「〜次」とだけいう場合、普通話では合計回数の意味になるが、『八旗滿洲氏族通譜』で合計を数える時は「兩遇恩詔」のようにいうため、ここでは「〜回目、〜度目、第〜回」の意味で理解した。